# Codex Vercellensis
Codex Vercellensis er det ældste og et af de bedst bevarede Vetus Latina håndskrifter, der findes. Det er skrevet i det 4. århundrede med sølvfarvet blæk på violet pergament og indeholder de fire evangelier med undtagelse af de sidste 12 vers af Markusevangeliet.
Skriftet, der er lige så gammelt som de første græske nytestamentlige manuskripter, er det ældste latinske bibelmanuskript, man har kendskab til, og det indgår i den store og uoverskuelige skare af latinske oversættelser fra antikken, der førte til, at Hieronymus mellem 382 og 405 lavede en autoriseret latinsk oversættelse af Bibelen, Vulgata.
Skriftet menes at være skrevet på foranledning af Eusebius (283-1. august 371), mens han var biskop i Vercelli i Italien.
I spalte to 2. linje på illustrationen er en fejl. Ordlyden i Johannesevangeliet 16:26 skulle være in nomine meo petite et ego rogabo propter vos. Skriveren har dog glemt et ego, hvilket siden er blevet tilføjet over linjen.
Skriftet findes i dag i Vercelli.